# Dreifaltigkeitskirche (Paraćin)

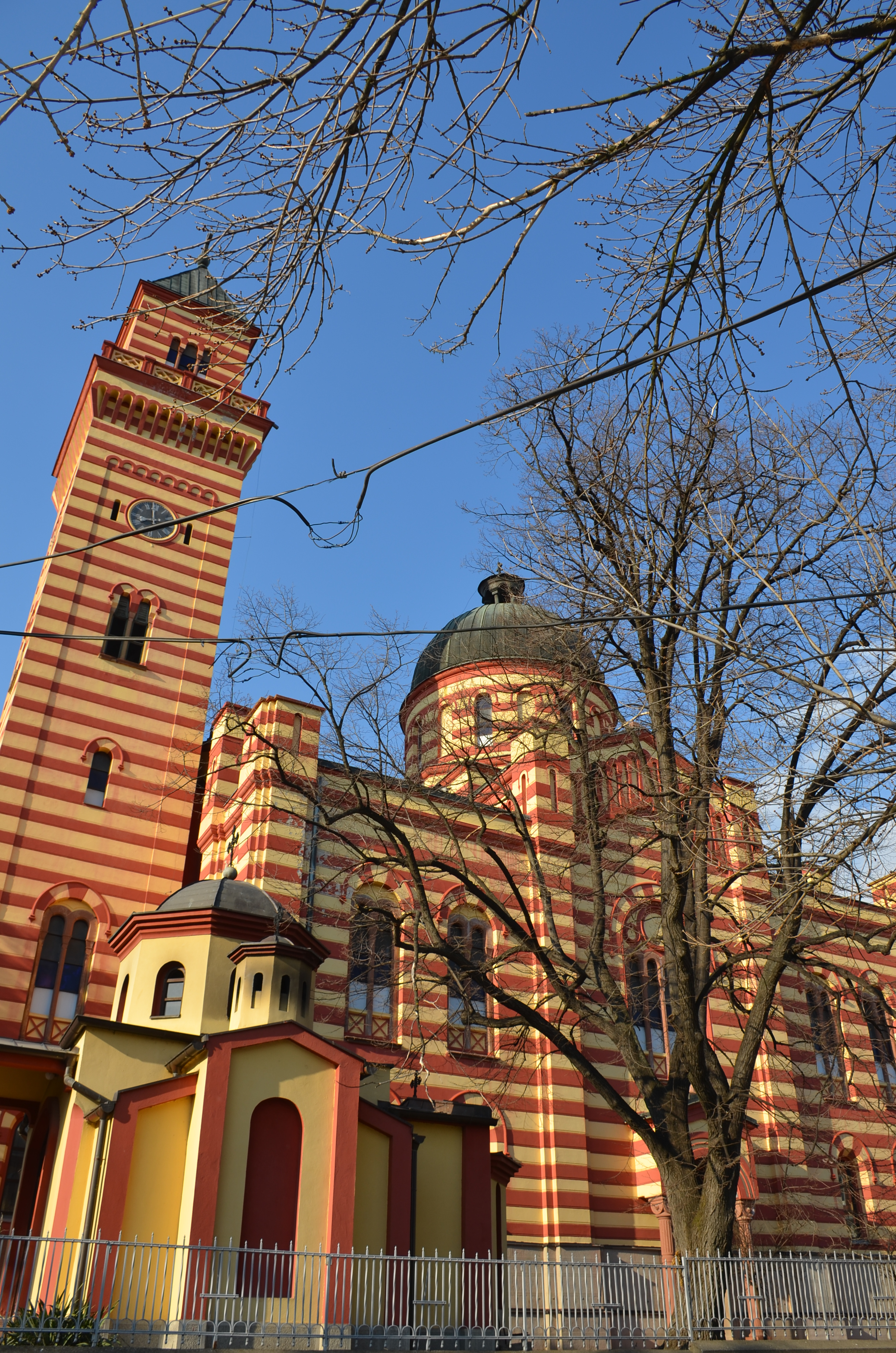
Die Dreifaltigkeitskirche zu Paraćin

Die Dreifaltigkeitskirche (serbisch: Црква Свете Тројице, Crkva Svete Trojice) ist eine serbisch-orthodoxe Kirche in der zentralserbischen Stadt Paraćin.
Sie wurde von 1893 bis 1898 erbaut und ist der Hl. Dreifaltigkeit geweiht. Sie ist die Pfarrkirche der Pfarrei Paraćin im Dekanat Paraćin der Eparchie Braničevo mit Sitz in der Stadt Požarevac der Serbisch-orthodoxen Kirche.

## Lage
Die Kirche steht an der Kreuzung der Straßen Ulica Majora Marka und Adakalska Ulica im Zentrum der zentralserbischen Stadt Paraćin am linken Ufer der Crnica. Sie ist das Wahrzeichen der Stadt Paraćin. Nahe der Kirche befinden sich das Krankenhaus der Stadt und das Hotel Petrus.

## Geschichte

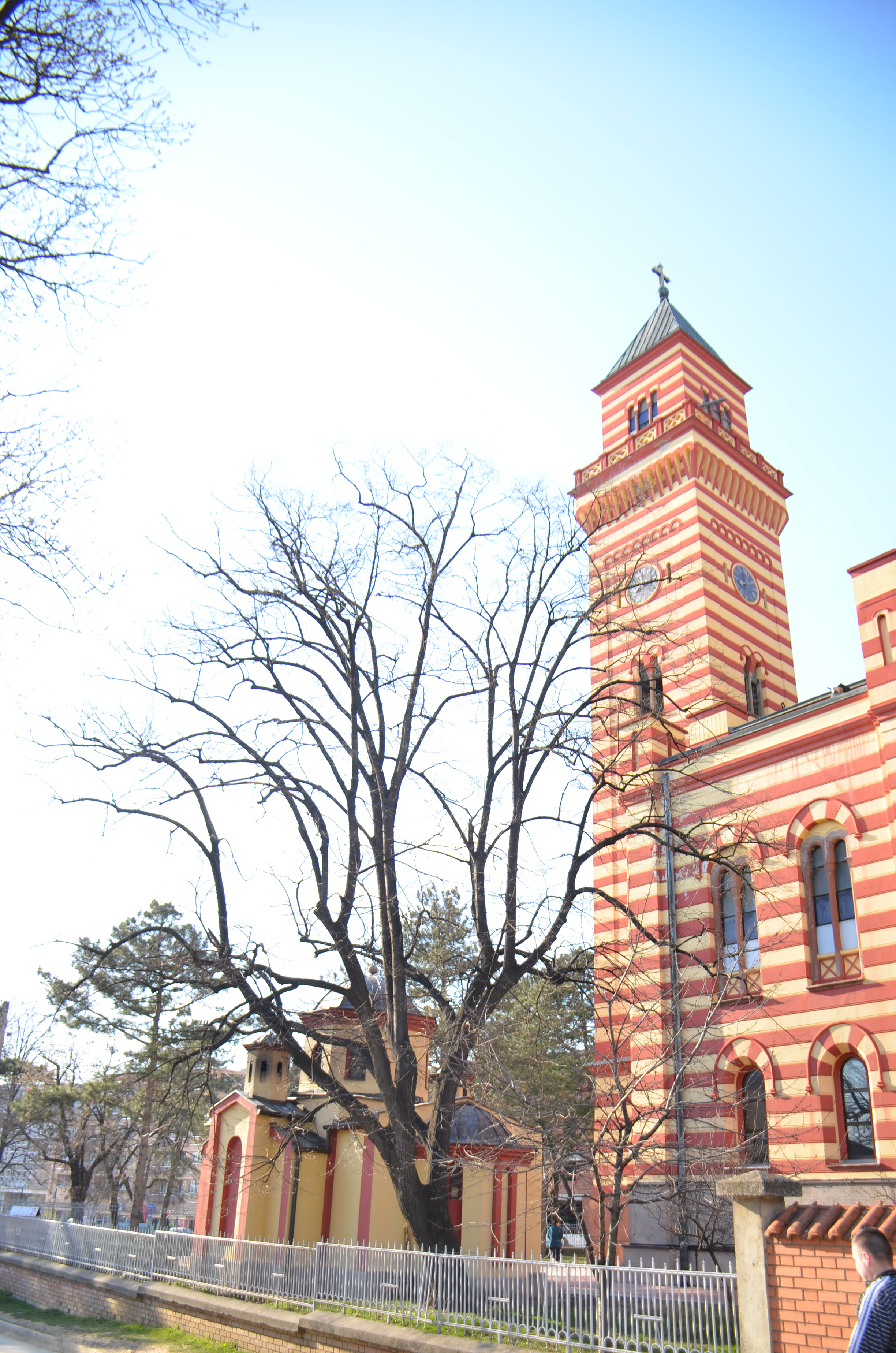
Blick auf den Kirchturm

Der Bau der ersten Kirche begann 1862 auf Anordnung des Gemeinderats von Paraćin. Der Kirchturm wurde direkt an der Westwand der Kirche über dem Narthex errichtet. Nach zweijähriger Bauzeit war die Kirche 1864 fertiggestellt, jedoch stürzte der Kirchturm ein und zerstörte das Dach der Kirche, sodass nur die Kirchenwände stehen blieben.
Erst 1893 wurde mit dem Wiederaufbau der Kirche und des Kirchturms begonnen. Der italienische Architekt Palerni wurde mit dem Wiederaufbau der Kirche beauftragt. Mitten im Wiederaufbau verließ Palerni die Baustelle. 1897 wurde der Bau der Kirche unter dem Ingenieur Miroslav Pavlović aus Požarevac weitergeführt, der sich an einem Plan des Belgrader Architekten Jovan Ilkić orientierte. Der Neubau der Kirche wurde 1898 beendet.
Am 6. Juni 1899 wurde die Kirche vom serbischen Metropoliten Inokentije (Pavlović) aus Belgrad feierlich eingeweiht. Zu dieser Zeit war Aleksandar Obrenović König von Serbien. Die Kirche wurde der Hl. Dreifaltigkeit geweiht, dem Schutzpatronenfest (Slava) der Stadt Paraćin und der Kirche. Im Ersten Weltkrieg wurde die Kirche bombardiert und erlitt schwere Schäden. Auch im Zweiten Weltkrieg war die Kirche in Mitleidenschaft gezogen worden, bei der Explosion eines Waffenlagers gingen alle Fensterscheiben der Dreifaltigkeitskirche zu Bruch. Das Äußere musste mehrmals erneuert werden, zuletzt 1985.
Das Innere ist bis auf wenige kleinere Änderungen unverändert geblieben. Im Osten des Kirchhofs befindet sich eine gemeinsame Grabstätte von zehn Gräbern für die Ktitoren und Erbauer der Kirche. In der Nähe der Kirche wurde 1922 ein Denkmal errichtet, es ist den Befreiern von Paraćin gewidmet, die 1918 starben.

## Architektur
Die Dreifaltigkeitskirche zeigt Elemente verschiedener Baustile. Die Kirche wurde im serbisch-byzantinischen Stil der Morava-Schule erbaut. Typisch für diesen Baustil ist die große Kuppel über dem Kirchenschiff. Der Kirchturm hingegen zeigt den Stil der Neoromanik, während das Innere der Kirche im Stile des Neobarock gehalten ist.

## Ausstattung
Die hölzerne Ikonostase ist ein Werk des Belgrader Tischlers Vlajković. Die dort angebrachten Ikonen stammen aus Russland.